# Palliata
Palliata oder Fabula palliata ist eine Gattung der römischen Komödie, die im 3. Jahrhundert v. Chr. entstand.
Der Name bildet einen Gegensatz zur Gattungsbezeichnung Togata und ist von pallium, dem Mantel oder Überwurf der griechischen Schauspieler, abgeleitet. Außer dem Pallium trugen die Schauspieler in der Palliata noch Perücken, nicht aber die im griechischen Theater sonst üblichen Masken. Die Stoffe der Palliata sind der griechischen Neuen Komödie entnommen und geben Aufschluss über das hellenistische Gedankengut.
Bekannte Vertreter der Palliata sind Plautus und Terenz, von denen insgesamt 26 Stücke erhalten geblieben sind. Plautus arbeitete die griechischen Vorlagen zu Komödien mit derbem Humor, pantomimischen und musikalischen Einlagen um, während Terenz auf solche Effekte weitgehend verzichtete. Die Palliata hatte eine stärkere, bis in die Neuzeit reichende Nachwirkung als andere römische Komödienformen, von denen sie verdrängt wurde. So wurde z. B. der Stoff von Plautus’ Amphitruo von Autoren wie Molière, Heinrich von Kleist, Jean Giraudoux, Georg Kaiser und Peter Hacks bearbeitet.